# Stazione di Altamura (FAL)
Stazione di Altamura vasútállomás Olaszországban, Altamura településen.

## Vasútvonalak
Az állomást az alábbi vasútvonalak érintik:
- Bari–Matera–Montalbano Jonico-vasútvonal
- Altamura–Avigliano–Potenza-vasútvonal

## Kapcsolódó állomások
A vasútállomáshoz az alábbi állomások vannak a legközelebb:
- Stazione di Pescariello (Stazione di Bari Centrale (FAL), Bari–Matera–Montalbano Jonico-vasútvonal)
- Stazione di Marinella (Altamura) (Stazione di Matera Sud, Bari–Matera–Montalbano Jonico-vasútvonal)
- Gravina in Puglia railway station (Stazione di Potenza Inferiore Scalo, Altamura–Avigliano–Potenza-vasútvonal)